# Masainas
Masainas  es un municipio de Italia de 1.374 habitantes en la provincia de Cerdeña del Sur, región de Cerdeña. Pertenece a la subregión de Sulcis-Iglesiente, situada el suroeste de Cerdeña.
Se documentan evidencias de poblamiento humano en la región desde la época neolítica. Entre los lugares de interés destaca la iglesia de San Juan Bautista, con influencias del estilo gótico-aragonés del siglo XVI.

## Evolución demográfica
| Gráfica de evolución demográfica de Masainas entre 1861 y 2001 |
|                                                                |
| Fuente ISTAT - Elaboración gráfica de Wikipedia                |